# Droga krajowa nr 135 (Kostaryka)
Droga krajowa nr 135 (hiszp. Ruta Nacional Secundaria 135/Ruta 135) – jedna z dróg krajowych w Kostaryce. Znajduje się ona w prowincji Alajuela.

## Opis
W prowincji Alajuela droga krajowa nr 135 przebiega przez kanton San Ramón (przez dystrykty San Ramón, San Rafael i San Isidro), kanton Atenas (przez dystrykty Atenas, Mercedes, San José i Santa Eulalia) oraz kanton Palmares (przez dystrykty Palmares de Alajuela, Zaragoza, Buenos Aires, Candelaria i La Granja).